# Diecezja Raigarh
Diecezja Raigarh – diecezja rzymskokatolicka w Indiach. Została utworzona w 1951 jako diecezja Raigarh–Ambikapur. W 1977 przyjęła obecną nazwę (po utworzeniu diecezji Ambikapur).

## Ordynariusze
- Oscar Sevrin, S.J. † (1951–1957)
- Stanislaus Tigga † (1957–1970)
- Francis Ekka † (1971–1984)
- Victor Kindo † (1985–2006)
- Paul Toppo, od 2006